# Admiralicja brytyjska
Admiralicja (ang. Admiralty) – nazwa dowództwa brytyjskiej Królewskiej Marynarki Wojennej (Royal Navy). Będąca w przeszłości niezależną instytucją, obecnie Admiralicja (Admiralty Board – Rada Admiralicji) jest departamentem Ministerstwa Obrony Wielkiej Brytanii odpowiedzialnym za sprawy Marynarki Królewskiej.

## Historia Admiralicji brytyjskiej

Flaga lorda wielkiego admirała

Urząd admirała Anglii (Admiral of England) lub lorda admirała, a później lorda wysokiego admirała (Lord High Admiral) został utworzony około 1400. W 1546 król Henryk VIII ustanowił Radę Marynarki (Council of the Marine, następnie Navy Board). Jej zadaniem było nadzorowanie administracyjnych spraw służby morskiej. Operacyjna kontrola nad marynarką pozostawała zadaniem Lorda Wysokiego Admirała.
W 1628 Karol I przekazał urząd Lorda Wysokiego Admirała nowo utworzonej komisji, na skutek czego kontrola nad marynarką wojenną przeszła w ręce ciała kolegialnego w postaci Rady Admiralicji (Board of the Admiralty). Kontrola nad marynarką wojenną była następnie przekazywana kilka razy od Komisji do Lorda Wysokiego Admirała i na odwrót do 1709, kiedy kompetencje Lorda Wysokiego Admirała ostatecznie zostały powierzone Komisji Admiralicji.
Komisja Admiralicji składała się z admirałów (znanych jako Morscy Lordowie – Sea Lord) i cywilnych lordów – polityków. Merytoryczny (wojskowy) zwierzchnik brytyjskiej marynarki wojennej Royal Navy był (i wciąż jest) nazywany Pierwszym Morskim Lordem (First Sea Lord). Cywilny minister przewodniczący Komisji był nazwany Pierwszym Lordem Admiralicji (First Lord of the Admiralty).
Do 1707 funkcjonowało też stanowisko Lorda Wysokiego Admirała Szkocji, ale po akcie unii zostało włączone do admiralicji brytyjskiej.
W 1831 Rada Marynarki (Navy Board), zajmująca się sprawami administracyjnymi, została zniesiona jako oddzielna jednostka, a jej obowiązki i zadania zostały przekazane Radzie Admiralicji (Board of Admiralty).

### Okres wojen światowych
W swojej ukształtowanej postaci Admiralicja spełniała rolę zarówno ministerstwa marynarki, jak i jej dowództwa operacyjnego. Admiralicji podlegała również budowa okrętów oraz państwowe stocznie i składy uzbrojenia
Podczas II wojny światowej, Rada Admiralicji składała się z 15 członków. Składała się z 10 oficerów marynarki (5 lordów morskich i 5 asystentów), 3 polityków i 2 urzędników cywilnych:
- Pierwszy lord Admiralicji (First Lord of the Admiralty) – cywilny polityk, przewodniczący Rady, główny reprezentant spraw marynarki w Parlamencie.
- Sekretarz Parlamentarny i Finansowy – członek Izby Gmin, odpowiedzialny za kwestie finansowania i kontraktów, zastępca Pierwszego Lorda Admiralicji w Parlamencie.
- Cywilny Lord (Civil Lord) – członek Izby Lordów lub Izby Gmin, odpowiedzialny głównie za kwestie budynków i zakładów należących do Marynarki.
- Pierwszy Lord Morski (First Sea Lord) – faktyczny dowódca floty i szef jej sztabu, główny doradca morski rządu, zwykle w stopniu Admirała Floty.
- Drugi Lord Morski – odpowiadał za sprawy personalne.
- Trzeci Lord Morski (tzw. Kontroler) – odpowiadał za sprawy materiałowe, w tym budowę i rozwój okrętów i uzbrojenia
- Czwarty Lord Morski – odpowiadał za logistykę i zaopatrzenie floty.
- Piąty Lord Morski – odpowiadał za lotnictwo morskie (urząd utworzony w 1937).
- Zastępca szefa sztabu morskiego – odpowiadał za wywiad i planowanie operacyjne.
- 4 asystentów szefa sztabu morskiego – odpowiedzialni m.in. za prowadzenie operacji, zwalczanie min, obronę wybrzeża, szkolenie itp.
- Kontroler budowy i napraw statków – stanowisko cywilne, odpowiadał za budowę i naprawy statków transportowych dla potrzeb transportu w czasie wojny.
- Stały sekretarz – urzędnik cywilny, odpowiadał za sekretariat.

Admiralicja miała kompetencje do wydawania rozkazów dowódcom okrętów lub związków taktycznych lub operacyjnych, lecz nie dochodziło do tego często; na ogół respektowano zasadę, że dowódca na miejscu może sam ocenić sytuację w lepszym stopniu.

### Czasy obecne
W 1964 Admiralicja została podłączona pod Ministerstwo Obrony, łącznie z Urzędem Wojny (War Office) i Ministerstwem Lotnictwa (Air Ministry). W rozszerzonym Ministerstwie Obrony znajdują się: nowa Komisja Admiralicji (Admiralty Board), Komisja Armii (Army Board) i Komisja Sił Powietrznych (Air Force Board), każda kierowana przez Sekretarza Stanu Obrony.
Tytuł Lorda Wysokiego Admirała Zjednoczonego Królestwa (Lord High Admiral of the United Kingdom) jest obecnie powierzony władcy brytyjskiemu. Jednakże, wciąż mianowani są Wiceadmirał i Kontradmirał Zjednoczonego Królestwa (Vice-Admiral i Rear-Admiral of the United Kingdom).

## Lordowie Wysocy Admirałowie (Lord High Admiral), 1413–1628
- Thomas Beaufort, książę Exeter 1413–1426 (Lord High Admiral)
- Jan Lancaster, 1. książę Bedford 1426–1435 (Lord High Admiral)
- John Holland, 2. książę Exeter 1435–1447 (Lord High Admiral)
- William de la Pole, 1. książę Suffolk 1447–1450
- Henry Holland, 3. książę Exeter 1450–1461
- William Neville, 1. hrabia Kentu 1462
- Ryszard York, książę Gloucester 1462–1470
- Richard Neville, 16. hrabia Warwick 1470–1471
- Ryszard York, książę Gloucester 1471–1483
- John Howard, 1. książę Norfolk 1483–1485
- John de Vere, 13. hrabia Oxford 1485–1513
- sir Edward Howard 1513
- Thomas Howard, 3. książę Norfolk 1513–1525
- Henryk FitzRoy, 1. książę Richmond i Somerset 1525–1536
- William Fitzwilliam, 1. hrabia Southampton 1536–1540
- John Russell, 1. lord Russell 1540–1542
- Edward Seymour, 1. hrabia Hertford 1542–1543
- John Dudley, wicehrabia Lisle 1543–1547
- Thomas Seymour, 1. baron Seymour of Sudeley 1547–1549
- John Dudley, 1. hrabia Warwick 1549–1550
- Edward Clinton, 9. baron Clinton 1550–1554
- William Howard, 1. baron Howard of Effingham 1554–1558
- Edward Clinton, 1. hrabia Lincoln 1558–1585
- Charles Howard, 1. hrabia Nottingham 1585–1619
- George Villiers, 1. książę Buckingham 1619–1628

## Lordowie Wysocy Admirałowie i Pierwsi Lordowie Admiralicji, 1628–1709
- Richard Weston, 1. hrabia Portland (First Lord of the Admiralty) 1628–1635
- Robert Bertie, 1. hrabia Lindsey (First Lord of the Admiralty) 1635–1636
- William Juxon, biskup Lincoln (First Lord of the Admiralty) 1636–1638
- Algernon Percy, 10. hrabia Northumberland (Lord High Admiral do 1642, później First Lord of the Admiralty) 1638–1643
- Francis Cottington, 1. baron Cottington 1643–1646
- vacat 1646–1660
- Jakub Stuart, 1. książę Yorku (Lord High Admiral) 1660–1673
- Król Karol II (Lord High Admiral) 1673
- Książę Rupert Reński, 1. książę Cumberland (Lord High Admiral) 1673–1679
- sir Henry Capell (First Lord of the Admiralty) 1679–1681
- Daniel Finch, 2. hrabia Nottingham (First Lord of the Admiralty) 1681–1684
- Król Karol II (Lord High Admiral) 1684–1685
- Król Jakub II (Lord High Admiral) 1685–1688
- Król Wilhelm III Orański (1689) (Lord High Admiral) 1688–1689
- Arthur Herbert, 1. hrabia Torrington (Lord High Admiral do 1689, później First Lord of the Admiralty) 1689–1690
- Thomas Herbert, 8. hrabia Pembroke (First Lord of the Admiralty) 1690–1692
- Charles Cornwallis, 3. baron Cornwallis of Eye (First Lord of the Admiralty) 1692–1693
- Anthony Carey, 5. wicehrabia Falkland (First Lord of the Admiralty) 1693–1694
- Edward Russell, 1. hrabia Orford (First Lord of the Admiralty) 1694–1699
- John Egerton, 3. hrabia Brigwater (First Lord of the Admiralty) 1699–1701
- Thomas Herbert, 8. hrabia Pembroke (Lord High Admiral) 1701–1702
- Książę Jerzy Duński (Lord High Admiral) 1702–1708
- Królowa Anna (Lord High Admiral) 1708
- Thomas Herbert, 8. hrabia Pembroke (Lord High Admiral) 1708–1709

## Pierwsi Lordowie Admiralicji (First Lord of the Admiralty), od 1709
- Edward Russell, 1. hrabia Orford 1709–1710
- sir John Leake 1710–1712
- Thomas Wentworth, 1. hrabia Strafford 1712–1714
- Edward Russell, 1. hrabia Orford 1714–1717
- James Berkeley, 3. hrabia Berkeley 1717–1727
- George Byng, 1. wicehrabia Torrington 1727–1733
- sir Charles Wager 1733–1742
- Daniel Finch, 8. hrabia Winchilsea 1742–1744
- John Russell, 4. książę Bedford 1744–1748
- John Montagu, 4. hrabia Sandwich 1748–1751
- George Anson, 1. baron Anson 1751–1756
- Richard Grenville-Temple, 2. hrabia Temple 1756–1757
- Daniel Finch, 8. hrabia Winchilsea 1757
- George Anson, 1. baron Anson 1757–1762
- George Montagu Dunk, 2. hrabia Halifaksu 1762
- George Grenville 1763
- John Montagu, 4. hrabia Sandwich 1763
- John Perceval, 2. hrabia Egmont 1763–1766
- sir Charles Saunders 1766
- sir Edward Hawke 1766–1771
- John Montagu, 4. hrabia Sandwich 1771–1782
- Augustus Keppel, 1. wicehrabia Keppel 1782–1783
- Richard Howe, 4. wicehrabia Howe 1783
- Augustus Keppel, 1. wicehrabia Keppel 1783
- Richard Howe, 4. wicehrabia Howe 1783–1788
- John Pitt, 2. hrabia Chatham 1788–1794
- George Spencer, 2. hrabia Spencer 1794–1801
- John Jervis, 1. hrabia St Vincent 1801–1804
- Henry Dundas, 1. wicehrabia Melville 1804–1805
- sir Charles Middleton, 1. baron Barham 1805–1806
- Charles Grey, wicehrabia Howick 1806
- Thomas Grenville 1806–1807
- Henry Phipps, 3. baron Mulgrave 1807–1810
- Charles Philip Yorke 1810–1812
- Robert Dundas, 2. wicehrabia Melville 1812–1827
- HRH Wilhelm Henryk Hanowerski, książę Clarence i St Andrews (Lord High Admiral) 1827–1828
- Robert Dundas, 2. wicehrabia Melville 1828–1830
- sir James Graham 1830–1834
- George Eden, 2. baron Auckland 1834
- Thomas de Grey, 2. hrabia de Grey 1834–1835
- George Eden, 2. baron Auckland 1835
- Gilbert Elliot-Murray-Kynynmound, 2. hrabia Minto 1835–1841
- Thomas Hamilton, 9. hrabia Haddington 1841–1846
- Edward Law, 1. hrabia Ellenborough 1846
- George Eden, 1. hrabia Auckland 1846–1849
- sir Francis Thornhill Baring 1849–1852
- Algernon Percy, 4. książę Northumberland 1852
- sir James Graham 1852–1855
- sir Charles Wood 1855–1858
- sir John Pakington 1858–1859
- Edward Seymour, 12. książę Somerset 1859–1866
- sir John Pakington 1866–1867
- Henry Lowry-Corry 1867–1868
- Hugh Childers 1868–1871
- George Goschen 1871–1874
- George Ward Hunt 1874–1877
- William Henry Smith 1877–1880
- Thomas Baring, 1. hrabia Northbrook 1880–1885
- George Hamilton 1885–1886
- George Robinson, 1. markiz Ripon 1886
- George Hamilton 1886–1892
- John Spencer, 5. hrabia Spencer 1892–1895
- George Goschen 1895–1900
- William Palmer, 2. hrabia Selborne 1900–1905
- Frederick Campbell, 3. hrabia Cawdor 1905
- Edward Marjoribanks, 2. baron Tweedmouth 1905–1908
- Reginald McKenna 1908–1911
- Winston Churchill 1911–1915
- Arthur Balfour 1915–1916
- sir Edward Carson 1916–1917
- sir Eric Geddes 1917–1919
- Walter Long 1919–1921
- Arthur Lee, 1. baron Lee of Fareham 1921–1922
- Leo Amery 1922–1924
- Frederic Thesiger, 1. wicehrabia Chelmsford 1924
- William Clive Bridgeman 1924–1929
- Albert Victor Alexander 1929–1931
- sir Austen Chamberlain 1931
- sir Bolton Eyres-Monsell, 1. wicehrabia Monsell 1931–1936
- sir Samuel Hoare 1936–1937
- Duff Cooper 1937–1938
- James Stanhope, 7. hrabia Stanhope 1938–1939
- Winston Churchill 1939–1940
- Albert Victor Alexander 1940–1945
- Brendan Bracken 1945
- Albert Victor Alexander 1945–1946
- George Hall, 1. wicehrabia Hall 1946–1951
- Frank Pakenham, 1. baron Pakenham 1951
- James Thomas, 1. wicehrabia Cilcennan 1951–1956
- Quintin Hogg, 2. wicehrabia Hailsham 1956–1957
- George Douglas-Hamilton, 10. hrabia Selkirk 1957–1959
- Peter Carington, 6. baron Carrington, 1959–1963
- George Jellicoe, 2. hrabia Jellicoe 1963–1964
- Królowa Elżbieta II 1964–2011
- Filip, książę Edynburga 2011–2021
- Królowa Elżbieta II 2021–2022
- Król Karol III od 2022

## Admirałowie Floty (Admiral of the Fleet), 1795–1827
- Richard Howe, 1. hrabia Howe 1795–1799
- sir Peter Parker 1799–1811
- HRH Wilhelm Henryk Hanowerski, książę Clarence i St Andrews 1811–1827

## Pierwsi Lordowie Morscy (First Sea Lord), od 1828
- sir George Cockburn 1828–1830
- sir Thomas Hardy 1830–1834
- sir George Dundas 1834
- sir Charles Adam 1834
- sir George Cockburn 1834–1835
- sir Charles Adam 1835–1841
- sir George Cockburn 1841–1846
- sir William Parker 1846
- sir Charles Adam 1846–1847
- sir James Dundas 1847–1852
- Maurice Berkeley, 1. baron FitzHardinge 1852
- Hyde Parker 1852–1854
- Maurice Berkeley, 1. baron FitzHardinge 1854–1857
- sir Richard Saunders Dundas 1857–1858
- sir William Martin 1858–1859
- sir Richard Saunders Dundas 1859–1861
- sir Frederick Grey 1861–1866
- sir Alexander Milne 1866–1868
- sir Sydney Dacres 1868–1872
- sir Alexander Milne 1872–1876
- sir Hastings Yelverston 1876–1877
- sir George Wellesley 1877–1879
- sir Astley Cooper-Key 1879–1885
- Arthur Hood 1885–1886
- sir John Hay(inne języki) 1886
- Arthur Hood 1886–1889
- sir Vesey Hamilton 1889–1891
- sir Anthony Hoskins 1891–1893
- sir Frederick Richards 1893–1899
- Walter Kerr 1899–1904
- sir John Fisher 1904–1910
- sir Arthur Wilson 1910–1911
- sir Francis Bridgeman 1911–1912
- Książę Ludwik Aleksander von Battenberg 1912–1914
- sir John Fisher 1914–1915
- sir Henry Jackson 1915–1916
- John Jellicoe, 1. hrabia Jellicoe 1916–1917
- Rosslyn Erskine-Wemyss, 1. baron Wester Wemyss 1917–1919
- David Beatty, 1. hrabia Beatty 1919–1927
- sir Charles Madden 1927–1930
- sir Frederick Field 1930–1933
- Ernle Chatfield, 1. baron Chatfield 1933–1938
- sir Roger Backhouse 1938–1939
- sir Dudley Pound 1939–1943
- Andrew Cunningham, 1. wicehrabia Cunningham of Hyundhope 1943–1946
- sir John Henry Dacres Cunningham 1946–1948
- Bruce Fraser, 1. baron Fraser of North Cape 1948–1951
- sir Rhoderick McGrigor 1951–1955
- Louis Mountbatten, 1. hrabia Mountbatten of Burma 1955−1959
- sir Charles Lambe 1959−1960
- sir Caspar John 1960–1963
- sir David Luce 1963–1966
- sir Varyl Begg 1966–1968
- sir Michael Lefanu 1968–1970
- Peter Hill-Norton, 1. baron Hill-Norton 1970–1971
- sir Michael Pollock 1971–1974
- sir Edward Ashmore 1974–1977
- Terence Lewin, 1. baron Lewin 1977–1979
- sir Henry Leach 1979–1982
- John Fieldhouse, baron Fieldhouse 1982–1985
- sir William Staveley 1985–1989
- sir Julian Oswald 1989–1993
- sir Benjamin Bathurst 1993–1995
- sir Jock Slater 1995–1998
- sir Michael Boyce 1998–2001
- sir Nigel Essenhigh 2001–2002
- sir Alan West 2002–2006
- sir Jonathon Band 2006–2009
- sir Mark Stanhope 2009–2013
- sir George Zambellas 2013–2016
- sir Philip Jones (admirał) 2016-